# Гущин, Алексей Петрович
Алексей Петрович Гущин (5 января 1922, с. Костёнки, Воронежская губерния — 14 декабря 1986, Москва) — советский стрелок из пистолета, Олимпийский чемпион. Заслуженный мастер спорта СССР (1960).

## Биография
В годы Великой Отечественной войны проходил службу в рядах Красной армии. Член КПСС с 1952 года.
Выступал за «Динамо» (Москва).
В 1963 году присвоено звание «Почётный мастер спорта СССР».
После окончания спортивной карьеры работал тренером.
В 1965 году написал книгу «Спортивная стрельба из малокалиберного пистолета и револьвера».
Награждён орденом Трудового Красного Знамени.
Жил в Москве. Скончался 14 декабря 1986 года. Похоронен в Мытищах, где живёт сын.

## Спортивные достижения
- чемпион Олимпийских игр (1960)
- двукратный чемпион мира (1958, 1962)
- серебряный призёр чемпионата мира (1958)
- чемпион Европы (1959)
- серебряный призёр чемпионата Европы (1959)
- пятикратный чемпион СССР (1955, 1959, 1961, 1963)
- серебряный призёр чемпионата СССР (1958)
- бронзовый призёр чемпионата СССР (1958)
- двукратный рекордсмен мира
- двукратный рекордсмен Европы
- рекордсмен СССР

## Награды
- Орден Трудового Красного Знамени (16.09.1960) — за успешные выступления в XVII летних и VIII зимних Олимпийских играх 1960 года, а также за выдающиеся спортивные достижения[6]